# Ipeľský Sokolec
Ipeľský Sokolec este o comună slovacă, aflată în districtul Levice din regiunea Nitra. Localitatea se află la altitudinea de 120 m deasupra n.m., se întinde pe o suprafață de 18,15 km2 și în 2017 număra 831 de locuitori.

## Istoric
Localitatea Ipeľský Sokolec este atestată documentar din 1386.

## Demografie
| An:                | 1994 | 2004   | 2014   | 2024   |
| ------------------ | ---- | ------ | ------ | ------ |
| Număr de persoane: | 916  | 864    | 852    | 817    |
| Diferență:         |      | −5,67% | −1,38% | −4,10% |

| An:                | 2023 | 2024   |
| ------------------ | ---- | ------ |
| Număr de persoane: | 816  | 817    |
| Diferență:         |      | +0,12% |